# Jakob von Anthen
Jakob von Anthen (* um 1640 in Hamburg; † August 1678 ebenda) war ein deutscher Jurist und Oberaltensekretär der Hansestadt Hamburg.

## Leben
In Hamburg geboren, studierte Anthen nach seiner Schulbildung Jurisprudenz an der Universität Tübingen. Hier hatte er sich am 15. April 1663 immatrikuliert. Im Jahr 1664 wird er als Gratulant von Christophorus Daurer genannt. Im Jahr 1665 promoviert er als Lizenziat des kirchlichen und weltlichen Rechts in Tübingen bei Erich Mauritius (1631–1691). Im selben Jahr erscheint von Heinrich Christian Gebhard eine Gratulationsschrift an Anthen und weitere Studienabsolventen. Anthen kehrte nach seinem Studium nach Hamburg zurück und wurde hier Advokat sowie Vikar am Dom. Im Jahr 1673 veröffentlicht sein ehemaliger Professor Mauritius aus Tübingen, ab 1665 in Kiel, erneut die bereits 1665 in Tübingen erschienene Arbeit von Anthen. Am 9. Februar 1676 wurde Anthen zum Oberaltensekretär berufen und am 14. März 1676 vor dem Senat vereidigt. Sein Vorgänger im Amt war Hieronymus Heer, welcher allerdings bereits im Jahr 1674 suspendiert wurde. Anthen führte dieses Amt bis zu seinem frühen Tod Anfang August 1678. Als Oberaltensekretär folgte ihm Hartwig Bambamius im Amt nach.

## Werke (Auswahl)
- Sonett. In: Acclamationes Votivae, Quibus Academiae Eberhardinae Magnifico Rectore & Facultatis Spectabili Decano, Viro Nobilissimo, Amplissimo & Consultissimo, Domino Wolfgang-Adamo Lauterbach / U. J. D. & Prof. Pandectarum Publ. Celeberrimo, Nobilem, ac Praeclarissimum, Dn. Christophorum Daurer / Hamburgensem, V. Calend. Aprilis, in Utroque Iure Licentiatum solenniter renunciatum, Excipiebant Fautores Et Amici. Gregor Kerner, Tübingen 1664, S. 12–13 (Digitalisat auf den Seiten der Staats- und Universitätsbibliothek Hamburg).
- Dissertation ex jure feudali et materia de renovatione feudi et laudemiis. Tübingen 1665 (Online bei Google Books).
- Positionum Controversarum Juris Feudalis. De Renovatione Feudi, & Laudemiis. In: Erici Mauritii Positiones Iuris Feudalis Controversi, antehac in Acad. Tubingensi publ. disputat. exhibitae. Joachim Reumann, Kiel 1673, S. 55–62 (Digitalisat auf den Seiten der Niedersächsischen Staats- und Universitätsbibliothek Göttingen).